# Компромисс (сборник новелл)
«Компромисс» — сборник новелл Сергея Довлатова. Всего в книгу входит 12 новелл («компромиссов»). Они создавались в 1973—1980 годах, а в единую книгу были собраны в 1981 году.
Сюжеты для новелл «Компромисса» взяты из журналистского опыта Сергея Довлатова в эстонской русскоязычной газете «Советская Эстония» в 1972—1975 годах. К каждой новелле предпослана газетная преамбула. В этой преамбуле показывается результат журналистской работы героя новелл, а в самих новеллах — процесс работы.

## Содержание

### Компромисс первый
Редактор газеты «Советская Эстония» указывает рассказчику на «грубую идеологическую ошибку»: в написанной им заметке страны перечислены по алфавиту, тогда как в перечне должен соблюдаться принцип «классового подхода» — социалистические страны должны быть в начале списка, но и их надо перечислять не по алфавиту, а в порядке политической лояльности «старшему брату» — СССР.

### Компромисс второй
Отправившись на ипподром, чтобы собрать материал для публикации о конном празднике, рассказчик увлёкся ставками и с помощью жокея начал регулярно выигрывать на бегах.

### Компромисс третий
В редакции появляется Алла — путешественница из Двинска. Денег у неё нет, и ради финансовой поддержки девушки рассказчик сочиняет интервью под рубрикой «Гости Таллина» — про студентку, изучающую готическую архитектуру и не расстающуюся с томиком Блока. За него Алле должны заплатить «рублей двадцать».

### Компромисс четвёртый
Стихотворение, опубликованное в газете под рубрикой «Эстонский букварь», вызывает недовольство инструктора ЦК.

### Компромисс пятый
Рассказчик получает задание — подготовить репортаж из роддома о 400 000-м жителе, появившемся на свет в Таллине. Обязательное условие редактора — ребёнок должен быть «социально полноценным» и «правильной» национальности.

### Компромисс шестой
Радиожурналистка Лида Агапова по заданию отдела пропаганды ищет интересного человека. Поиски осложняются тем, что все подходящие кандидаты имеют «тёмные пятна» в биографии.

### Компромисс седьмой
На летучке материал о театральном портном, подготовленный рассказчиком, удостоился похвалы. На следующий день автора вызвал редактор, сообщивший, что портной оказался изменником Родины.

### Компромисс восьмой
Рассказчик и редакционный фотограф Жбанков отправляются в Пайдеский район, чтобы от имени передовой доярки подготовить письмо-рапорт товарищу Брежневу о достигнутых «рекордных показателях».

### Компромисс девятый
К рассказчику обращается аспирантка института химии с просьбой найти «друга-подонка», способного помочь ей в решении сложной семейной проблемы.

### Компромисс десятый
Новелла возвращает читателей к тому моменту, когда рассказчик, уволенный из ленинградской газеты, уезжает в Таллин. Здесь его временно приютили Галина и Эрик Буш.

### Компромисс одиннадцатый
Рассказчика направляют на похороны директора телестудии. Во время траурных мероприятий выясняется, что дежурный в морге перепутал гробы.

### Компромисс двенадцатый
В городе Тарту открылся III республиканский слёт бывших узников фашистских концентрационных лагерей. Освещать слёт от газеты «Советская Эстония» едут рассказчик и его друг фотограф Жбанков.
Участники слёта вспоминают былое. Лазарь Борисович Слапак рассказывает, как выиграл в шахматы восемьдесят марок у начальника лагеря. Некий Гурченко говорит, что сидел в Мордовии и Казахстане: «Двадцать лет оттянул как бывший военнопленный…» Оказывается, что и Слапак сидел не столько у немцев, сколько в Коми АССР. Ещё один узник рассказывает: «Нас освободили французы. Я оказался в Париже. Кинулся в советское посольство. Собрали нас человек восемьсот. Усадили в поезд. И повезли на восток… Едем, едем… Москву проехали. Урал проехали…»
Воспоминания прерываются призывом:
— Товарищи узники, пройдите в зал!..
Завершается рассказ описанием всеобщей пьянки.

## История публикации
Из письма Сергея Довлатова, адресованного издателю Игорю Ефимову (октябрь 1980), следует, что изначально планировалось включить в «Компромисс» шесть рассказов.
Готовая книга увидела свет в феврале 1981 года. По словам Довлатова, изъянов в ней было немало: один абзац повторялся дважды, в тексте обнаружились одинаковые шутки. Ответственность за все недочёты автор взял на себя.

## Рецензии и отклики
Валерий Попов в книге «Довлатов» рассказывает, что работа в газете «Советская Эстония» была для Сергея Донатовича весьма плодотворным периодом. Несмотря на ироничность, с которой Довлатов описывает редакционные нравы, его профессионализм ценили и курировавший издание инструктор ЦК, и главный редактор газеты. Пытаясь понять, почему «блистательный и трагический „Компромисс“ складывался как раз тогда», Попов приводит в пример Чехова, написавшего «Палату № 6» в счастливый и беззаботный период жизни.
Александр Закуренко, характеризуя рассказчика в «Компромиссе», отмечает, что герой с его протестом против «бессознательного абсурда советской жизни» типологически «близок Веничке Ерофееву из поэмы „Москва — Петушки“ и Зилову из „Утиной охоты“ А. Вампилова».
Авторы статьи «О проблеме межкультурной транслируемости комического» подводят итоги эксперимента, в ходе которого наблюдалась реакция русскоязычных и иностранных читателей на различные отрывки из сборника «Компромисс». Авторы приходят к выводу, что «Довлатов переводим и непереводим одновременно».

## Персонажи и прототипы
В своих книгах Сергей Довлатов нередко использовал реальные имена реальных людей (таких, как Вера Панова, Давид Дар и многие другие). Не стал исключением и сборник «Компромисс».
Одним из «героев» сборника стал Генрих Францевич Туронок (4 февраля 1925 — 1996), советский общественный деятель и журналист. Уроженец деревни Окуловка, Маловишерского уезда, Новгородской губернии, ветеран ВОВ, Туронок в дальнейшем работал лектором ЦК компартии Эстонии, а в 1971 году был назначен главным редактором таллинской газеты «Советская Эстония» и проработал на этой должности не менее десяти лет. Был награждён орденом Трудового Красного Знамени (1981). Избирался депутатом Верховного Совета Эстонской ССР 11 созыва (1985—1990 гг). После событий, связанных с развалом СССР, из-за роста антироссийских настроений в Эстонии, переехал в Москву. Работал журналистом в редакции «Лесной газеты». Скончался в 1996 году от онкологической болезни.

Незадолго до смерти ознакомился с книгой Довлатова, которая произвела на него крайне неблагоприятное впечатление.
Спустя полгода, не более, оказавшись в Москве, между делами снова заглянул к «лесникам». Захотелось и прибалтийского приятеля проведать. Увы, на Никольской его уже не было.
— Умер Генрих, похоронили, — сказали в редакции.
Я потерянно остановился. Как так? Недавно же виделись…
— Его книга убила, — отвечали ребята.
— Книга! Какая книга?
— А Довлатова. Видел, три томика вышли? О нашем Туронке там немало…
И стали рассказывать, как кто-то принёс с собой на работу только что вышедшие в России три черных томика писателя-эмигранта. Тогда они ещё были в диковинку. Читали, смеялись. А в повестях «Компромисс» и «Ремесло» встретилась фамилия сослуживца.
Знал я, конечно, что Сергей Довлатов когда-то жил и работал в Таллине, что свою службу рядовым советской печати забавно описал в собрании журналистских анекдотов, названном «Компромисс». Больше всего там досталось редактору «Советской Эстонии». Настоящий Генрих Туронок, доброжелательный, лёгкий в общении, не засушенный официальностью, надо сказать, мало походил на изображенного. Но надо ли обижаться?
В газете произошедшее с Туронком приняли близко к сердцу. Корили себя:
— Не следовало давать ему эту книжку! Спрятать бы, а мы ещё и тыкали — вот здесь про вас, посмотрите, и здесь. Не знали, что он так серьёзно воспримет…
Сел, говорят, Генрих с томиком в своём углу, погрузился и листал молчком до вечера. Лицом потемнел и глаза увяли. Вечером, возвращая книжку, сказал: «Эх, Сергей, Сергей, зачем же он так! Я его, видит Бог, ничем не обидел. Всё ему спускал…»

На другой день Туронок не пришёл на работу. Спустя неделю явился пасмурный, осунувшийся, посеревший. Избегал разговоров, общения. Посидел в редакции ещё несколько дней — и ушёл. Тихо, даже не попрощался. Потом услышали — умер…

## Издания
на русском языке
- Компромисс. — Нью-Йорк: Серебряный век, 1981
- Компромисс. — СПб.: Азбука-классика, 2009

на английском языке
- The Compromise. — New York: Alfred A. Knopf, 1983